# Aphilopota sinistra
Aphilopota sinistra là một loài bướm đêm trong họ Geometridae.